# Hans-Klakow-Museum

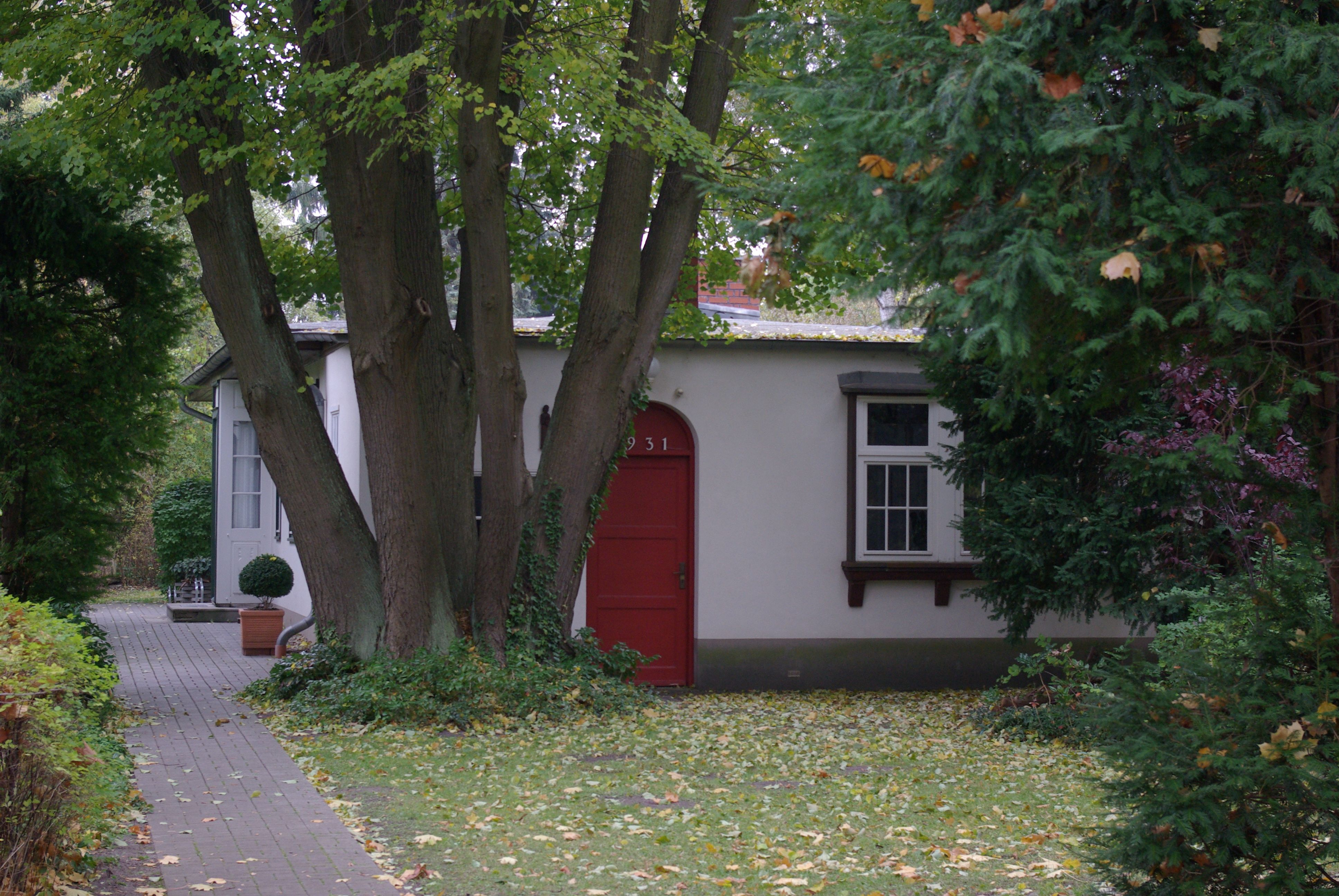
Brieselang, Hans-Klakow-Museum

Das Hans-Klakow-Museum ist ein Museum im brandenburgischen Brieselang, das eine Dauerausstellung über den Bildhauer Hans Klakow (1899–1993) beherbergt. Es befindet sich im von Klakow selbst entworfenen, heute denkmalgeschützten Gebäude mit der Adresse Am Wald 69, das Lebens- und Wirkungsstätte des Künstlers war. Der in Berlin-Treptow geborene Klakow zog in den 1920er Jahren nach Brieselang und verbrachte dort sein restliches Leben. Die Dauerausstellung wurde 1999 anlässlich seines 100. Geburtstags eingerichtet.